# Shika, Ishikawa
Shika (志賀町 Shika-machi) là thị trấn thuộc huyện Hakui, tỉnh Ishikawa, Nhật Bản. Tính đến ngày 1 tháng 10 năm 2020, dân số ước tính thị trấn là 18.630 người và mật độ dân số là 75 người/km2. Tổng diện tích thị trấn là 246,76 km2.

## Địa lý

### Đô thị lân cận
- Ishikawa
  - Nanao
  - Wajima
  - Hakui
  - Anamizu
  - Nakanoto

### Khí hậu
| Dữ liệu khí hậu của Shika, Ishikawa      | Dữ liệu khí hậu của Shika, Ishikawa | Dữ liệu khí hậu của Shika, Ishikawa | Dữ liệu khí hậu của Shika, Ishikawa | Dữ liệu khí hậu của Shika, Ishikawa | Dữ liệu khí hậu của Shika, Ishikawa | Dữ liệu khí hậu của Shika, Ishikawa | Dữ liệu khí hậu của Shika, Ishikawa | Dữ liệu khí hậu của Shika, Ishikawa | Dữ liệu khí hậu của Shika, Ishikawa | Dữ liệu khí hậu của Shika, Ishikawa | Dữ liệu khí hậu của Shika, Ishikawa | Dữ liệu khí hậu của Shika, Ishikawa | Dữ liệu khí hậu của Shika, Ishikawa |
| Tháng                                    | 1                                   | 2                                   | 3                                   | 4                                   | 5                                   | 6                                   | 7                                   | 8                                   | 9                                   | 10                                  | 11                                  | 12                                  | Năm                                 |
| ---------------------------------------- | ----------------------------------- | ----------------------------------- | ----------------------------------- | ----------------------------------- | ----------------------------------- | ----------------------------------- | ----------------------------------- | ----------------------------------- | ----------------------------------- | ----------------------------------- | ----------------------------------- | ----------------------------------- | ----------------------------------- |
| Cao kỉ lục °C (°F)                       | 16.5 (61.7)                         | 18.6 (65.5)                         | 23.1 (73.6)                         | 27.1 (80.8)                         | 31.2 (88.2)                         | 34.4 (93.9)                         | 37.3 (99.1)                         | 40.1 (104.2)                        | 37.0 (98.6)                         | 31.6 (88.9)                         | 24.7 (76.5)                         | 19.8 (67.6)                         | 40.1 (104.2)                        |
| Trung bình ngày tối đa °C (°F)           | 7.1 (44.8)                          | 7.5 (45.5)                          | 10.7 (51.3)                         | 16.1 (61.0)                         | 21.1 (70.0)                         | 24.9 (76.8)                         | 28.5 (83.3)                         | 30.8 (87.4)                         | 26.9 (80.4)                         | 21.5 (70.7)                         | 15.7 (60.3)                         | 10.2 (50.4)                         | 18.4 (65.2)                         |
| Trung bình ngày °C (°F)                  | 3.6 (38.5)                          | 3.7 (38.7)                          | 6.3 (43.3)                          | 11.3 (52.3)                         | 16.4 (61.5)                         | 20.6 (69.1)                         | 24.7 (76.5)                         | 26.4 (79.5)                         | 22.3 (72.1)                         | 16.7 (62.1)                         | 11.2 (52.2)                         | 6.4 (43.5)                          | 14.1 (57.4)                         |
| Tối thiểu trung bình ngày °C (°F)        | 0.2 (32.4)                          | −0.2 (31.6)                         | 1.4 (34.5)                          | 6.0 (42.8)                          | 11.4 (52.5)                         | 16.5 (61.7)                         | 21.3 (70.3)                         | 22.5 (72.5)                         | 18.2 (64.8)                         | 11.9 (53.4)                         | 6.5 (43.7)                          | 2.5 (36.5)                          | 9.9 (49.7)                          |
| Thấp kỉ lục °C (°F)                      | −11.3 (11.7)                        | −9.1 (15.6)                         | −5.6 (21.9)                         | −3.8 (25.2)                         | 0.5 (32.9)                          | 6.7 (44.1)                          | 12.1 (53.8)                         | 12.7 (54.9)                         | 7.0 (44.6)                          | 1.0 (33.8)                          | −1.4 (29.5)                         | −3.9 (25.0)                         | −11.3 (11.7)                        |
| Lượng Giáng thủy trung bình mm (inches)  | 152.6 (6.01)                        | 101.5 (4.00)                        | 105.7 (4.16)                        | 105.2 (4.14)                        | 107.6 (4.24)                        | 151.9 (5.98)                        | 203.8 (8.02)                        | 172.5 (6.79)                        | 173.9 (6.85)                        | 134.7 (5.30)                        | 170.9 (6.73)                        | 197.7 (7.78)                        | 1.775 (69.88)                       |
| Số ngày giáng thủy trung bình (≥ 1.0 mm) | 22.6                                | 17.1                                | 15.0                                | 11.1                                | 10.1                                | 10.2                                | 11.7                                | 9.2                                 | 11.4                                | 12.2                                | 16.6                                | 22.6                                | 169.8                               |
| Số giờ nắng trung bình tháng             | 58.7                                | 92.0                                | 152.8                               | 194.6                               | 206.8                               | 165.7                               | 154.4                               | 207.8                               | 155.9                               | 155.8                               | 107.2                               | 62.7                                | 1.713,5                             |
| Nguồn: Cục Khí tượng Nhật Bản            |                                     |                                     |                                     |                                     |                                     |                                     |                                     |                                     |                                     |                                     |                                     |                                     |                                     |